# Mesomyia decora
Mesomyia decora är en tvåvingeart som beskrevs av Macquart 1850. Mesomyia decora ingår i släktet Mesomyia och familjen bromsar. Inga underarter finns listade i Catalogue of Life.